# Gata (socken)
Gata (kinesiska: 嘎塔, 嘎塔乡) är en socken i Kina. Den ligger i den autonoma regionen Tibet, i den sydvästra delen av landet, omkring 440 kilometer nordost om regionhuvudstaden Lhasa. Antalet invånare är 3 687. Befolkningen består av 1 719 kvinnor och 1 968 män. Barn under 15 år utgör 33 %, vuxna 15-64 år 63 %, och äldre över 65 år 3,0 %.
Genomsnittlig årsnederbörd är 910 millimeter. Den regnigaste månaden är juni, med i genomsnitt 186 mm nederbörd, och den torraste är december, med 3 mm nederbörd.